# Theevram
Theevram (en malabar: തീവ്രം, lit. 'Extreme') es una película de suspenso y crimen en malabar escrita y dirigida por Roopesh Peethambaran en su debut como director y protagonizada por Dulquer Salmaan, Shikha Nair, Sreenivasan, Vinay Forrt, Vishnu Raghav, Riya Saira y Anu Mohan. La película es producida por V. C. Ismayil bajo el lema de VCI Movies y presenta música compuesta por Roby Abraham, mientras que la cinematografía está a cargo de Hari Nair y la edición de Kapil Gopalakrishnan. La distribución de la película corre a cargo de Lal Jose bajo la marca de LJ Films. La audiografía fue realizada por M. R. Rajakrishnan.
La película tiene dos tramas, una ambientada en el presente y la otra unos cinco años atrás. Se trata del arrebato de un joven hacia el sistema judicial. La película se estrenó el 13 de noviembre de 2012 como un lanzamiento de Diwali. La película fue doblada al tamil como Aaththiram en agosto de 2016 y bajo el mismo título original en hindi en 2017.

## Argumento
La película comienza con un crimen en el que un joven es asesinado a golpes con un garrote frente a su prometida. Luego viene un oficial de investigación Alexander y un asistente Ramachandran. Aunque Alexander es lo suficientemente inteligente como para probar crímenes, a diferencia de él, no cree en torturar a las personas acusadas para probar crímenes. Paralelamente, Harsha Vardhan, un hombre misterioso, vive solo en una gran casa y le enseña música a una niña llamada Sophie. Un día secuestra y trae a un conductor de auto llamado Raghavan y lo tortura en el sótano de su casa. Alexander y Ramachandran se hacen cargo del caso y, tras la investigación, Alexander sospecha de Harsha. Mata a Raghavan, corta su cuerpo y luego erradica todas las pruebas que lo demostraron culpable. Una vez que se encuentran las partes cortadas, el caso se calienta aún más y Alexander se da cuenta de que '
La historia luego se traslada cuatro años atrás. Harsha, como joven aspirante a músico, lucha no solo en su carrera, sino también en su vida para mantener su relación con su amante Maya. Después de casarse, ambos, con sus dos amigos más, Nimmy y Dr. Roy, comienzan a vivir juntos. Un día, Maya se une a un centro de llamadas y se molesta con Raghavan allí por su conducción descuidada. Harsha se va a Chennai, y mientras él está fuera, Raghavan secuestra a Maya, la mata y entierra su cabeza cortada para evitar sospechas. Pero Alexander y Ramachandran lo descubren y Raghavan es encarcelado. Harsha queda devastado por la pérdida de Maya y se enfurece al descubrir que, en primer lugar, a Raghavan le dieron cadena perpetua en lugar de la pena de muerte y, en segundo lugar, lo liberaron antes de tiempo. Hace un plan junto con sus dos amigos para matar a Raghavan. Nimmy comienza a usar su auto y se hace amigo de él. Un día, mientras va con él, Nimmy sigue el plan de Harsha, y cuando Raghavan la lleva por una ruta a través de un bosque, ella salta repentinamente. Harsha sostiene a Raghavan cuando sale del auto. Se produce una pelea entre ellos en la que Harsha domina a Raghavan y lo deja inconsciente.
Luego, en el presente, se muestra a Nimmy y Roy viendo las noticias, lo que demuestra que el sistema no pudo descubrir la identidad del cadáver y que el caso continuaría con más investigaciones. Cuando Ramachandran le pregunta cuál sería su próxima acción, Alexander sonríe y responde que "no es Jesucristo quien ha muerto. Es Judas. Tendrá que morir", después de lo cual Ramachandran lo acompaña a través de su risa, lo que indica que no revelarán nada sobre Harsha.

## Reparto
- Dulquer Salmaan como Harsha Vardhan[6]
- Shikha Nair como Maya
- Sreenivasan como C.I. Alexander
- Vishnu Raghav como el Dr. Roy Philip, amigo de Harsha
- Riya Saira como Nimmy
- Vinay Forrt como S.I. Ramachandran
- Anu Mohan como Raghavan
- Janardhanan como S.P. Varma
- Amala Rose Kurian como Maina, esposa de Raghavan
- Bebe Anjela
- Bebe Andrea
- Sajid Yahiya como Emanuel
- P. Sreekumar como el padre de Maya
- Unni Mukundan como él mismo (Cameo)
- Aashiq Abu como él mismo (Cameo)
- Martin Prakkat como él mismo (Cameo)

## Producción

### Desarrollo
Dulquer se unió a Theevram después de rechazar otra película prometedora con el nombre de 'June' debido a un desfase de fechas. El director había anunciado la película en diciembre de 2011. Anteriormente se titulaba 'Maya'. La película presenta a un nuevo director musical, Roby Abraham. La película es producida por VC Ismail, bajo el lema de VCI Movies. El distribuidor de la película es el director Lal Jose. Esta es su segunda aventura de distribución después de Thattathin Marayathu, bajo la bandera de LJ Films. La diseñadora de vestuario de la película es Sameera Saneesh.

### Casting
Durante la planificación de la película a fines de diciembre, Fahad Fazil fue elegido para interpretar el papel principal, pero tuvo que abandonar la película debido a un conflicto de fechas. El director también tuvo dificultades para encontrar muchos actores para interpretar a los personajes de la película. Tras un exitoso debut en Second Show y tras interpretar otro papel muy apreciado en Ustad Hotel, Dulquer Salmaan fue una elección perfecta para el director, en la que fue elegido para interpretar el papel de Harsha Vardhan, una compositora musical que tiene un conflicto con el sistema legal. Harsha Vardhan tiene la perspectiva mental brutal de un joven enojado que hace que el personaje de Dulquer Salmaan sea elegido para desempeñar un papel difícil con tonos negativos. Sreenivasan fue elegido para desempeñar un papel destacado. Riya Saira fue elegida después de su interpretación de Tissa en la película de 2012 22 Female Kottayam, mientras que los otros elegidos para interpretar papeles secundarios fueron Janardhanan, Vinay Forrt, Anu Mohan y Vishnu Raghav. Esta será la segunda película en la que se verá tanto a Anu Mohan como a Vishnu Raghav después de su película debut, Orkut Oru Ormakoot. Le dio a Vishnu Raghav un papel que proporcionó más posibilidades de actuación. La actriz debutante Shikha Nair fue elegida como protagonista femenina, ya que el director sintió que sería una gran oportunidad para que la película presentara a una nueva actriz. Shikha era un Chennaimodelo basado, que se estaba preparando para un debut Tamil comenzó su carrera a través de esta película.

### Rodaje
La película comenzó su rodaje el 5 de agosto de 2012 en Kochi después de la ceremonia de pooja en la que los directores Siddique, Anwar Rasheed y el actor principal Dulquer Salmaan encendieron la lámpara ceremonial. Hari Nair es el director de fotografía. Se filma en varios lugares dentro y alrededor de Ernakulam, Alappuzha y Chalakudy.

## Banda sonora
La música de la película ha sido compuesta por Roby Abraham. La letra ha sido escrita por Arun K. Narayanan y Rafeeq Ahmed. La revisión de Music Aloud calificó la banda sonora con 7.5/10.
| N.º   | Título              | Cantante(s)                       | Duración |  |
| 1.    | «Innariyathe»       | Vineeth Sreenivasan, Shweta Mohan | 4:09     |  |
| 2.    | «Rudhira Suryan»    | Vijay Yesudas                     | 4:05     |  |
| 3.    | «Puthiyoru Pakalil» | Deepak Kutty                      | 3:32     |  |
| 4.    | «Mannake Vinnake»   | Roby Abraham                      | 3:26     |  |
| 15:12 |                     |                                   |          |  |

## Recepción de la crítica
Rediff calificó la película con 2.5/5, escribiendo "La trama interesante de Theevram mantiene a los espectadores atrapados pero conduce a un final tibio". Now Running calificó la película con 2.3/5, escribiendo que "El escalofrío acumulativo que esperas que haga maravillas en 'Theevram' de Roopesh Peethambaran no está allí". The Times of India calificó la película con 2/5, escribiendo: "Lo que se pierde es un sentido de identificación y propósito. Los personajes lamentan su pérdida, luchan por la justicia y traman represalias. Pero todo parece demasiado distante y superficial para ser sintió".